# Elena Zelea Codreanu
Elena Zelea Codreanu, född Elena Ilinoiu 2 december 1902 i Dedulești, död 5 september 1994 i Bukarest, var en rumänsk nationalist  på 20- och 30-talet samt Corneliu Zelea Codreanus hustru. Hon var en av de mest uppmärksammade kvinnorna i Corneliu Codreanus organisation Järngardet, som var en paramilitär ultrakristen fascistisk organisation i Rumänien. Efter Corneliu Codreanus död 1938 försvann Elena från rampljuset. Hon levde vidare i Rumänien fram till sin död.
Zelea Codreanus bröllop år 1925 i Focșani har senare uppfattats som ett viktigt massmöte i Järngardets förhistoria.[källa behövs] Med Elena vid sin sida kunde Corneliu framstå som en mindre radikal gestalt och det uppmärksammade bröllopet var avsett att lyfta fram fascismens mera traditionalistiska sida. Elena Zelea Codreanus betydelse för den rumänska fascismen var symbolisk och ceremoniell; betoningen utåt låg på de traditionella könsrollerna i paret Zelea Codreanus äktenskap.